# Anagawadi, Bilgi
Anagawadi là một làng thuộc tehsil Bilgi, huyện Bagalkot, bang Karnataka, Ấn Độ.